# منتثر الأرض
مُنتثِر  الأرض (الاسم العلمي: Geonoma)، جنس من النخيل الصغيرة إلى متوسطة القد موطنها غابات أمريكا الوسطى ووالجنوبية الاستوائية.
آكال الأرض أحد أكبر أجناس النخيل عددًا في الإقليم المداري الجديد. ينتشر منها 64 نوعًا في المكسيك وهايتي في الشمال إلى باراجواي في الجنوب؛ عُثر على نوعان في جزر الأنتيل الصغرى.